# Square Henry-Paté
Le square Henry-Paté est une voie du 16e arrondissement de Paris, en France.

## Situation et accès
Le square Henry-Paté est une voie privée située dans le 16e arrondissement de Paris. Il débute au 34, rue Félicien-David et se termine au 27-35, rue François-Gérard.
Le quartier est desservi par la ligne de métro 10, aux stations Mirabeau et Église d'Auteuil.

## Origine du nom

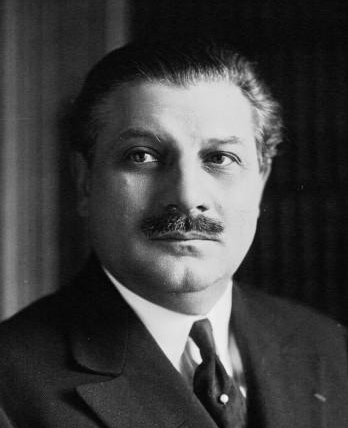
L’homme politique Henry Paté, en 1920.

Il porte le nom de l'homme politique Henry Paté (1878-1942), qui fut député de la Seine (radical-socialiste) de 1910 à 1936.

## Historique
Cette voie est ouverte sous sa dénomination actuelle par un arrêté du 13 juillet 1929 à l’emplacement d’un vieux parc d’Auteuil où se trouvaient, au début du XIXe siècle, les jardins du peintre François Gérard et, plus anciennement encore, une terre dépendant de l'abbaye Sainte-Geneviève. 

## Bâtiments remarquables et lieux de mémoire

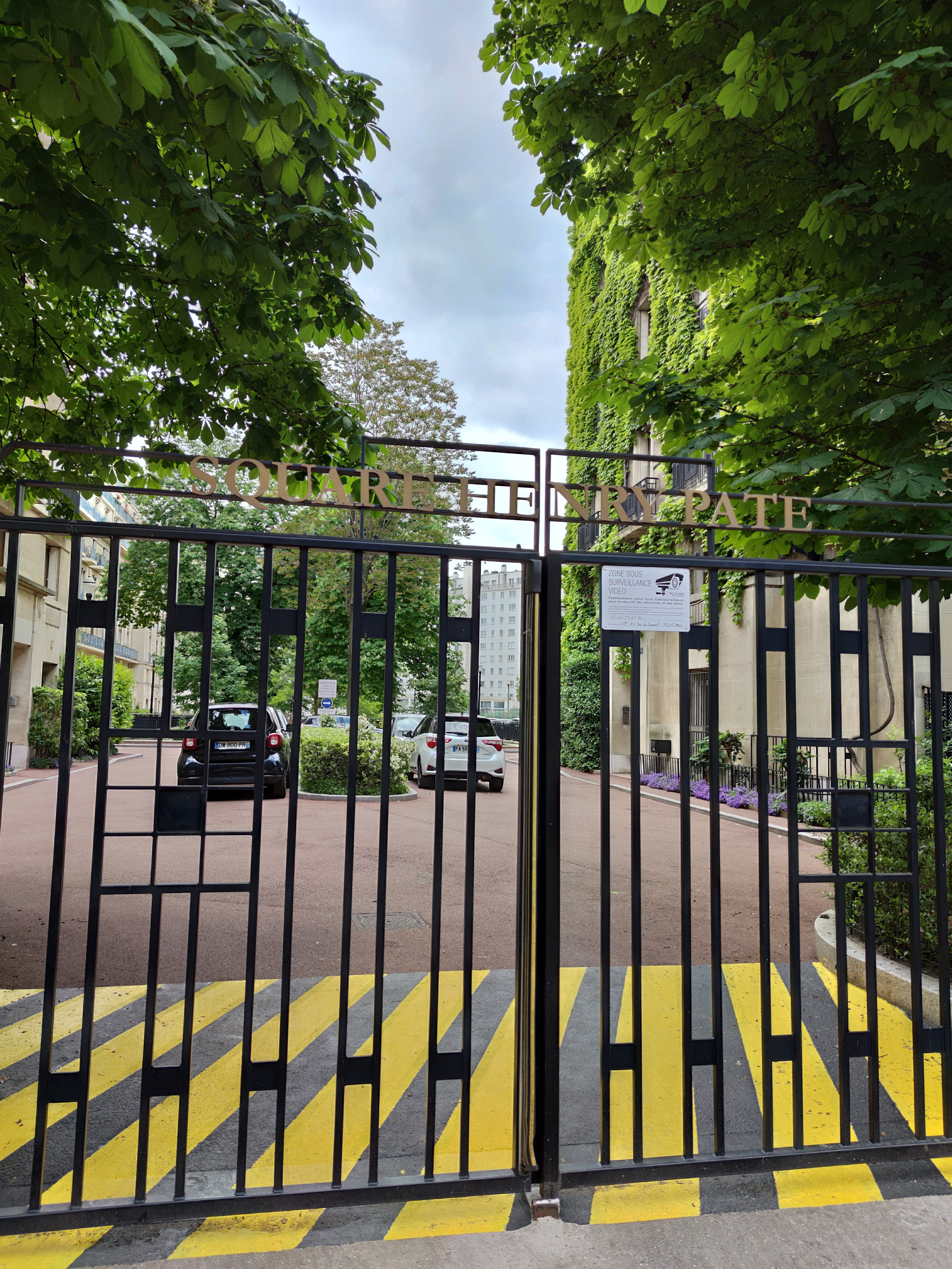
Entrée rue François-Gérard.

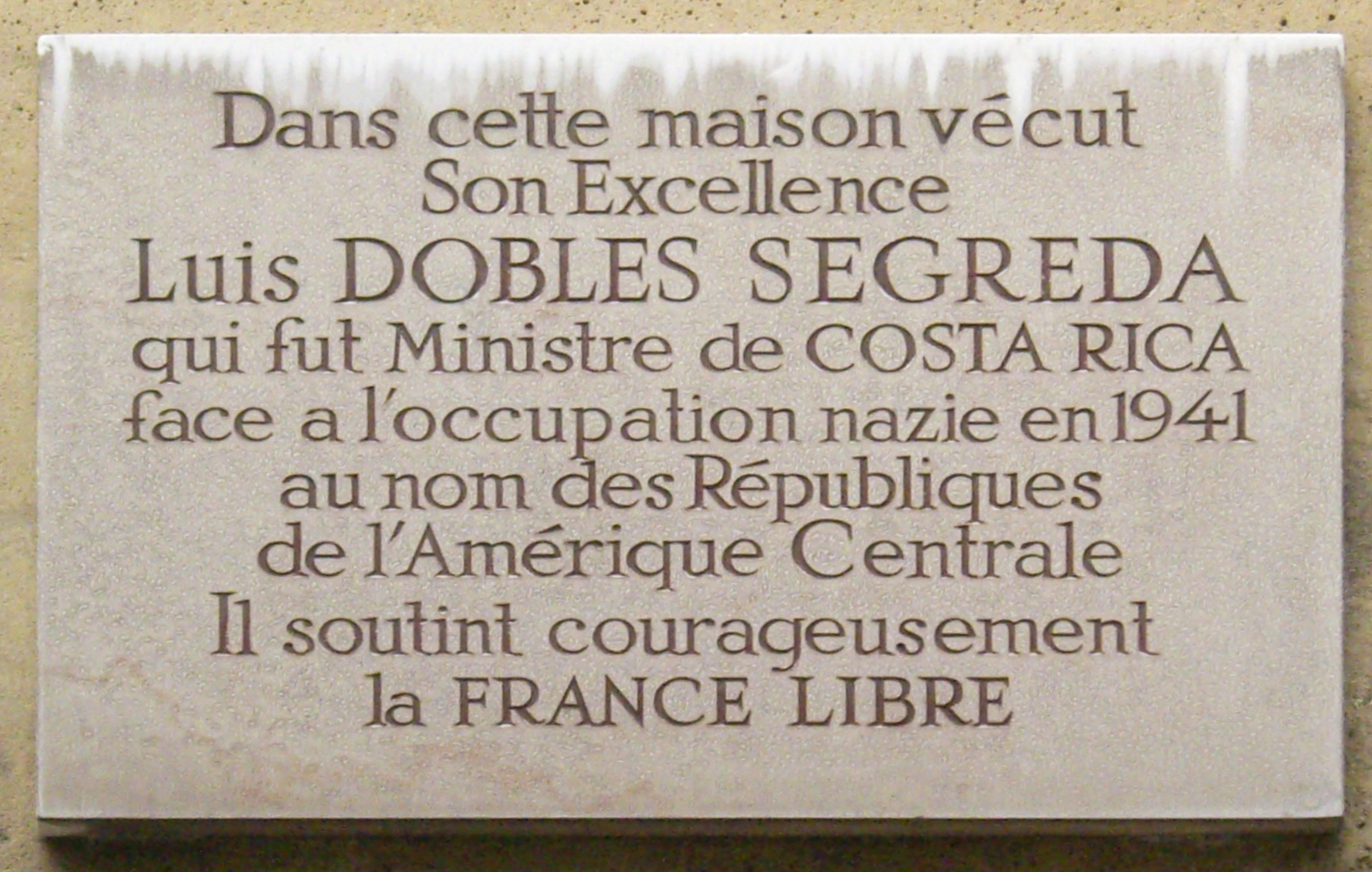
Plaque.

À l’origine, l’ensemble comprend 400 appartements composés de 1450 pièces destinées à abriter 2000 personnes. Il est conçu dans un style typiquement Art déco par l'architecte Pierre Patout (1879-1965) et son collaborateur M. Damman. Les portes d'entrées des immeubles, toutes différentes et admirablement ouvragées, sont probablement dues au grand ferronnier d'art Raymond Subes (1891-1970) qui collabora avec Pierre Patout pour la décoration du paquebot Normandie.
- No 8 : le psychiatre et psychanalyste René Laforgue (1894-1962) y habita.
- No 12 : « Dans cette maison vécut Son Excellence Luis Dobles Segreda (en), qui fut ministre de Costa Rica face à l'occupation nazie en 1941 au nom des républiques de l'Amérique centrale. Il soutint courageusement la France libre »[3].
- No 12 : l'écrivain Nathalie Sarraute (1900-1999) y habita.
- No 13 : la psychanalyste Françoise Dolto (née Marette) (1908-1988) y habita dans son enfance.
- L'officier de marine et écrivain Claude Farrère (1876-1957), membre de l'Académie française, habita aussi le square.